# Berthold Pürstinger

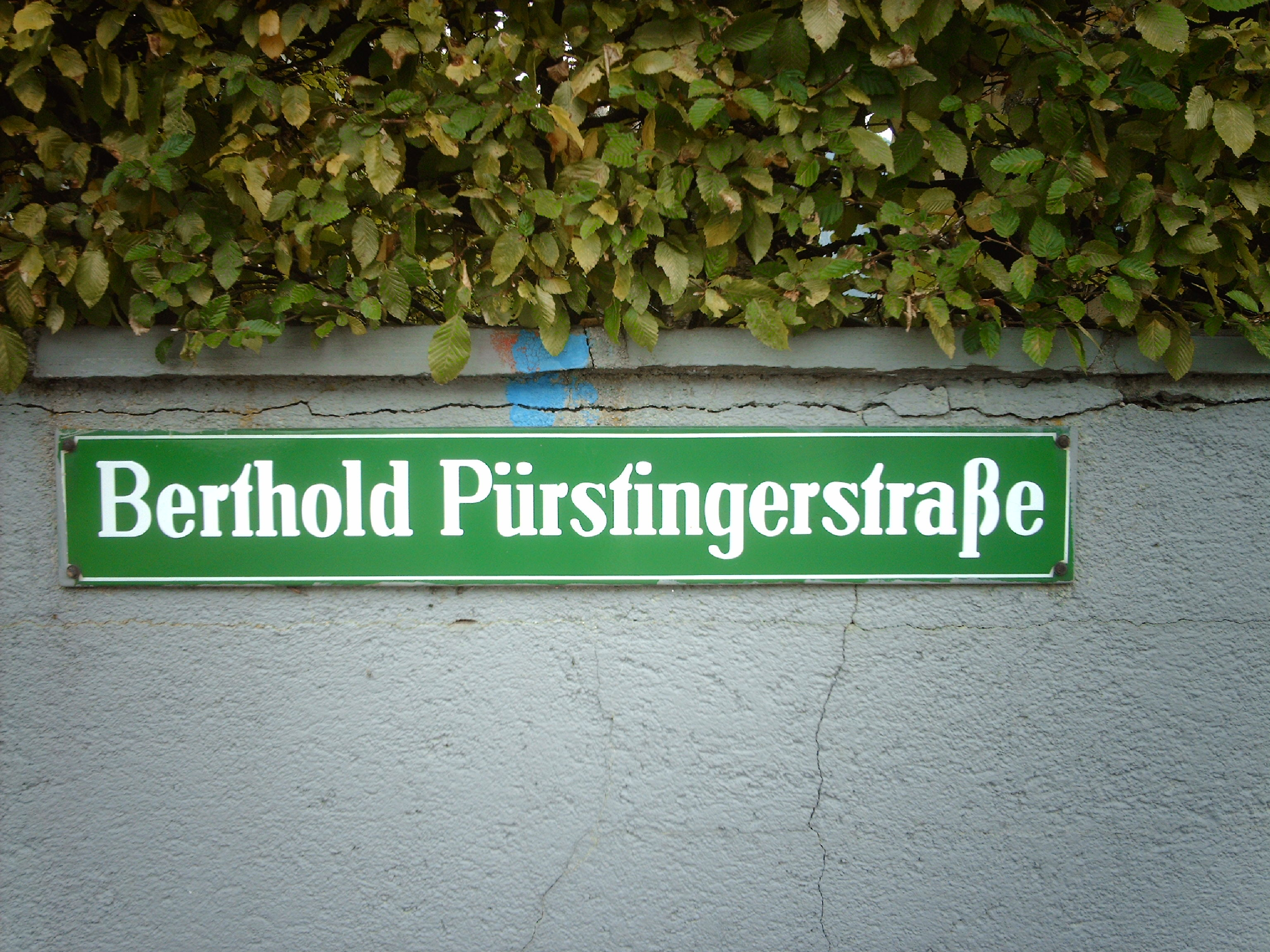
Straßenschild in Saalfelden

Berthold Pürstinger (auch Berthold von Chiemsee; Bertoldus Chiemensis; * 1465 in Salzburg; † 19. Juli 1543 in Saalfelden) war ein theologischer Schriftsteller sowie 1508–1526 Bischof von Chiemsee.

## Leben

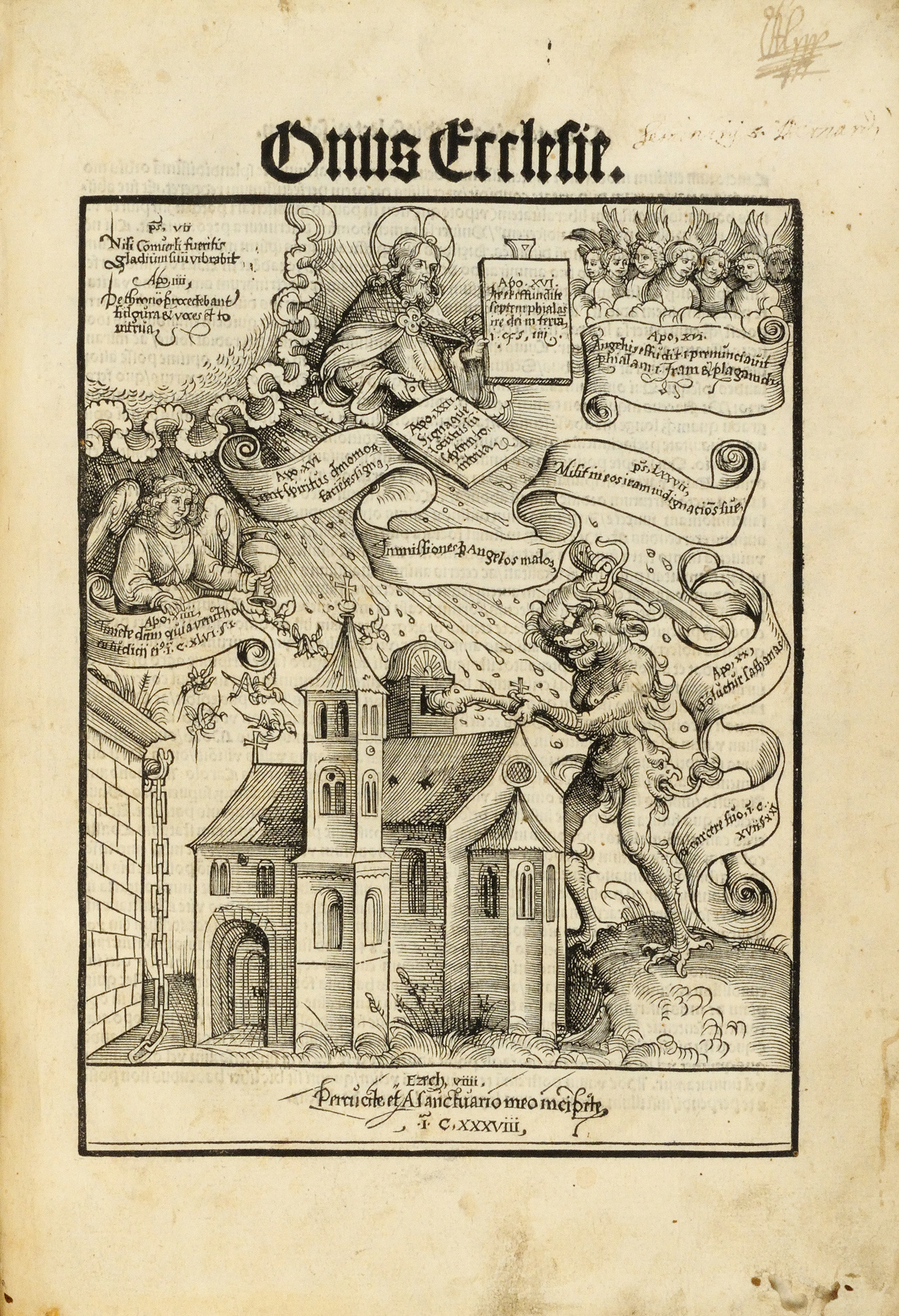
Titelblatt der beim Johann Weyssenburger anonym erschienenen Flugschrift „Onus ecclesie“, Landshut 1524, mit einem Holzschnitt von Jörg Breu

Bertholds Vater Wilhelm Pürstinger war Hofschreiber in Salzburg, wo er 1472 das Bürgerrecht erwarb. Berthold besuchte vermutlich die Salzburger Domschule und studierte ab 1481 in Wien und 1489 Kirchenrecht in Perugia. Das Studium schloss er mit dem Magisterexamen und dem Lizentiat beider Rechte ab. Nach der 1491 erfolgten Priesterweihe wirkte er einige Zeit als Generalprokurator des Salzburger Konsistoriums. 1495 fungierte er bei der Wahl des Salzburger Erzbischofs Leonhard von Keutschach als einer der vier Kompromissare. Um 1500 besaß er die Pfarreien Schnaitsee in Oberbayern und Hallein, deren seelsorgliche Aufgaben er an Vikare übertrug.
Nach dem Tod des Chiemseer Bischofs Christoph Mendel von Steinfels ernannte Erzbischof Keutschach am 8. Mai 1508 Berthold Pürstinger zu dessen Nachfolger. Die Bischofsweihe durch den Erzbischof erfolgte am 8. oder 9. Juli desselben Jahres. Wie seine Vorgänger wirkte Pürstinger auch als Weihbischof in Salzburg und fungierte während der Abwesenheit des Erzbischofs als dessen Stellvertreter. Als Folge eines von seinem Vorgänger geführten Prozesses erging erst 1510 ein Urteil, mit dem Berthold Pürstinger als Nachfolger des Bischofs Mendel von Steinfels die Zahlung einer Geldstrafe an den Herrenchiemseer Archidiakon auferlegt wurde. Die nachfolgend mit den Erben von Mendel von Steinfels geführten Auseinandersetzungen zogen sich bis 1519 hin.
Während seiner Amtszeit veranlasste Pürstinger 1509 die Herausgabe eines Breviers für das Bistum Chiemsee, das erst 1515/16 in Venedig erschien. 1511 und 1512 nahm er an den Provinzialkonzilien teil, die mit der Vorbereitung des Fünften Laterankonzils befasst waren. 1513 weihte er die Herrenchiemseer Kathedrale. 1522 beteiligte er sich an den Mühldorfer Reformberatungen.
Wegen der damals herrschenden schwierigen kirchlichen Zustände soll sich Pürstinger bereits 1516 mit Resignationsabsichten getragen haben. Nachdem er wegen einer gegenreformatorischen Predigt 1523 in Kitzbühel, wo sich ein beträchtlicher Anteil der Bevölkerung zum Luthertum bekannte, bedroht wurde und es im Erzstift Salzburg wiederholt zu Bauernaufständen kam, verzichtete er am 6. Mai 1526 auf sein Bistum und zog sich in das Zisterzienserkloster Raitenhaslach zurück. Dort widmete er sich der schriftstellerischen Tätigkeit und vollendete 1527 sein Hauptwerk, die „Tewtsche Theologey“, die eine umfassende katholische Glaubenslehre enthielt. 1528 ließ sich Pürstinger in Saalfelden nieder, das zum Erzstift Salzburg gehörte. Dort übersetzte er die „Tewtsche Theologey“ ins Lateinische, die unter dem Titel „Theologia germanica“ 1531 in Augsburg gedruckt wurde. Die bereits 1524 erschienene Flugschrift „Onus ecclesiae“, die mehrmals herausgegeben wurde, stammte höchstwahrscheinlich ebenfalls von Berthold Pürstinger.
1532 stiftete Pürstinger in Saalfelden die „Priesterbruderschaft St. Johannes“, der auch Laien angehören durften. Zehn Jahre später stiftete er dort ein Spital für arme, alte und kranke Priester sowie Laien. Obwohl ihm Erzbischof Matthäus Lang von Wellenburg, der Pürstinger in theologischen Fragen wiederholt zu Rate zog, 1535 das Bistum Chiemsee nochmals antrug, lehnte dieser ab. Mit seinem kurz vor seinem Tod errichteten Testament bestimmte er seinen gesamten Besitz dem von ihm gestifteten Armenspital. Nach seinem Tod wurde er in der Heilig-Kreuz-Kapelle in Saalfelden bestattet. Das dort errichtete Grabmal wurde beim Großbrand am 29. Juli 1811 zerstört. Das Armenspital wurde bereits 1655 aufgelöst und der Besitz dem Salzburger Priesterseminar übertragen.

## Schriften
- Breuiarium kiemen[se]. Venedig (1515/16)
- Onus ecclesiae. Landshut (1524); Augsburg (1531); Köln (1620)
- Tewtsche Theologey. (1528); München (1531); München (1852)
- Theologia germanica. Augsburg (1531)
- Tewtsch Rational, über das Ambt heiliger meß. Augsburg (1535)